# Хандога Павло Порфирович
Хандога Павло Порфирович (31 травня 1925 року-20 березня 1955 року, Матлахове Роменського району Сумська область) — повний кавалер орденів Слави.

## Біографія
Хандога Павло Порфирович народився у селянській родині   31 травня 1925 року на хуторі Олава (що нині не існує, за іншими даними – в с. Матлахове), тепер  Роменського району Сумської області.  Закінчив 7 класів. Жив в селі Ачхой-Мартан Чечено-Інгушської АРСР. У Червоній Армії – з серпня 1942 року. Хандога Павло  був учасником параду Перемоги на Червоній площі в червні 1945 року. У березні 1946 року був демобілізований.  Жив у селі Великі Бубни, потім у селі Матлахове Роменського району Сумської області. Працював у радгоспі. Трагічно загинув 20 березня 1955 року.  

## Військова служба
У діючій армії – з вересня 1942 року. Воював на Північно-Кавказькому фронті, в Окремій Приморської армії, на 4-му Українському фронті на посадах розвідника, командира відділення і помічника командира взводу розвідки в 83-й (з 9 жовтня 1943 року – 128-ї гвардійської) Туркестанській гірсько-стрілецькій дивізії.  Влітку 1943 року під час оборонних боїв і восени в ході наступальної Новоросійсько-Таманської операції – командир відділення взводу пішої розвідки 109-го окремого гвардійського кавалерійського ескадрону – гвардії сержант П.П. Хандога десятки разів виконував завдання з розвідки переднього краю і вогневих засобів противника, проробляв проходи в мінних полях і загородженнях, виявив і зняв 216 мін. Наказом командира дивізії П.П. Хандога нагороджений медаллю «За бойові заслуги». 

## Подвиг
В ході ведення бойових дій на Керченському півострові 21 січня 1944 гвардії сержант П.П. Хандога на чолі розвідувальної групи виконував завдання з розкриття переднього краю оборони противника. Зробивши наліт на бліндаж, розвідники захопили документи, дві радіостанції і телефон німецького коректувальника, під вогнем противника доставили все захоплене в розташування наших військ. 
У боях за звільнення Криму і Севастополя П.П. Хандога неодноразово проникав у тил противника і здобував розвідувальні дані, необхідні для організації успішних бойових дій дивізії. Наказом командуючого Окремої Приморської армії він нагороджений орденом Червоного Прапора.  Після звільнення Криму 128-а гірсько-стрілецька дивізія була передислокована в Західну Україну і брала участь у Східно-Карпатській, Західно-Карпатській, Моравсько-Остравській операціях. 
30 вересня 1944 року в районі міста  Медзилаборце  (Словаччина) на чолі групи розвідників П.П. Хандога проник у розташування противника і в рукопашній сутичці знищив 4 ворожих солдатів. Був поранений, але продовжував виконувати бойове завдання. Наказом командира 128-ї гвардійської гірсько-стрілецької дивізії від 28 грудня 1944 гвардії сержант Хандога П. П. нагороджений орденом Слави 3-го ступеня. 
У ніч на 5 грудня 1944 року в районі населеного пункту Бачково (Словаччина) помічник командира взводу гвардії сержант П.П. Хандога проник у тил ворога і протягом трьох діб спостерігав за розташуванням артилерійських батарей і пересуванням ворожих військ, передаючи розвідувальні відомості по рації. 11 грудня на чолі розвідгрупи знищив у тилу противника розрахунки двох 75-мм гармат і двох 120-мм мінометів, до 20 солдатів противника. Групою захоплені 2 контрольні полонені, в ході повернення цієї операції знищений обоз із боєприпасами.    25 грудня 1944 року в результаті ретельного вивчення переднього краю противника в 25 кілометрах на захід від міста Михайлівців (Словаччина) гвардії сержант П.П. Хандога,  проникнувши у ворожий тил із групою розвідників, знищив кулеметну обслугу, захопили і доставили в штаб дивізії контрольного полоненого, який дав цінні відомості.  
13 січня 1945 року в лісистій місцевості поблизу міста  Кошице  (Словаччина)  в тилу ворога група розвідників під командуванням П.П. Хандоги зіткнулася з групою німців. У сутичці 11 солдатів противника було знищено, захоплений контрольний полонений, 8 автоматів і кулемет MG-34.

## Нагороди
- Наказом командира дивізії від 28 січня 1944 року П.П. Хандога нагороджений орденом Червоної Зірки.
- Наказом командира 128-ї гвардійської гірсько-стрілецької дивізії від 28 грудня 1944 гвардії сержант Хандога П. П. нагороджений орденом Слави 3-го ступеня.
- Наказом командуючого 18-ю армією від 31 січня 1945 гвардії сержант Хандога П. П. нагороджений орденом Слави 2-го ступеня.
- Указом Президії Верховної Ради СРСР від 29 червня 1945 року за зразкове виконання бойових завдань командування на фронті боротьби з німецькими загарбниками і проявлені при цьому доблесть і мужність гвардії сержант Хандога П. П. нагороджений орденом Слави 1-го ступеня.